# Neo anabaptismo
El neo anabaptismo es un movimiento teológico cristiano de finales del siglo XX y principios del XXI inspirado en el anabaptismo clásico. Acorde con Stuart Murray, los neo anabaptistas "se identifican con la tradición anabaptista y se alegran de ser conocidos como anabaptistas, pero no tienen vínculos históricos o culturales con ninguna denominación relacionada con los anabaptistas⁣". 

## Historia y creencias
El sociólogo James Davison Hunter y el ministro anabaptista Stuart Murray han escrito extensamente sobre el neo anabaptismo, describiendo el movimiento en libros como To Change the World: The Irony, Tragedy, and Possibility of Christianity in the Late Modern World y The Naked Anabaptist, respectivamente. 
El neo anabaptismo se caracteriza por ser unificado, pero no monolítico, pues generalmente entre diferentes adherentes de esta corriente teológica están de acuerdo en la ética, pero pertenecen a diversas denominaciones cristianas distintas y, por ello, pueden diferir en muchos puntos teológicos. Lo que les une, eso sí, proviene de un enfoque general en la no violencia y la ética del Sermón de la Montaña en lugar de optar por adherirse a credos doctrinales definidos y estrictos o permanecer a la misma exacta denominación cristiana. 
El movimiento ha sido comparado con el Nuevo Calvinismo en el sentido de que los defensores de cada movimiento tienden a ser parte de varias denominaciones, pero están unidos teológicamente (hasta cierto punto) y se inspiran en individuos y movimientos de la era de la Reforma (por ejemplo, Martín Lutero, ⁣Juan Calvino, Juan Knox, Jonatán Edwards o Martín Bucero para el Nuevo Calvinismo; teólogos anabaptistas y sus antepasados como Baltasar Hubmaier, Ulrico Zuinglio, Menno Simons y Jacobo Hutter para los neo anabaptistas). 
Los anabaptistas originales fueron etiquetados como "anabaptistas" peyorativamente, ya que los críticos usaron el término para resaltar la obsesión percibida del movimiento con el bautismo de los creyentes, o el bautismo por inmersión de todo el cuerpo en agua.  Los neo anabaptistas también pueden ver un paralelo histórico (con este sentido peyorativo del término) en el artículo del autor y teólogo calvinista estadounidense Kevin DeYoung para el medio The Gospel Coalition titulado "Los neo anabaptistas". En el artículo, DeYoung calificó a varios ministros y teólogos con los que él no está de acuerdo como "neo anabaptistas", incluidos Scot McKnight, Rob Bell, Brian McLaren, Jim Wallis, Ron Sider y Shane Claiborne.  Si bien no se ha registrado que Bell, McLaren y Wallis se identifiquen como neo anabaptistas, McKnight y Sider sí se asocian con la terminología, mientras que Claiborne ha expresado su apoyo a la teología anabaptista y ha escrito para la revista menonita Anabaptist World.  A pesar de sus desacuerdos con ellos, DeYoung describió con precisión cómo tales teólogos, en su énfasis en "temas de pacifismo, comunalismo y el énfasis en los mandamientos éticos de Jesús", han sido los productos teológicos del anabaptismo del siglo XVI, que de manera similar abrazó "un fuerte énfasis en los mandamientos del Sermón del Monte... rechazó el uso del juramento por parte de los cristianos, se opuso a ir a la guerra y negó los derechos de los cristianos a utilizar los tribunales civiles".  Greg Boyd es a menudo considerado un prominente neo anabaptista en el cristianismo estadounidense. 